# خلیج عدن

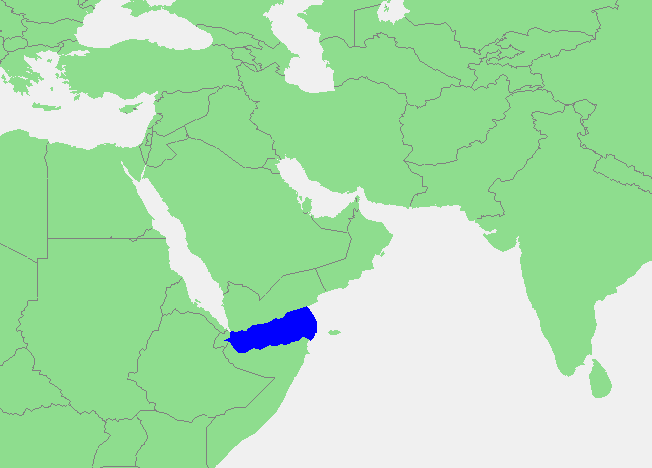
محل خلیج عدن در اقیانوس هند.

خلیج عَدَن خلیجی است در جنوب یمن که از سمت جنوب با کشور سومالی و از سوی غرب با کشور کوچک «جیبوتی» همسایه می‌باشد. از سمت غرب به باب‌المندب و دریای سرخ و از سمت شرق با اقیانوس هند مرتبط است و جزئی از این اقیانوس بشمار می‌آید. این خلیج محل زندگی دزدان دریایی است.
در حاشیه شمالی این خلیج در کشور یمن، شهر معروف عدن قرار دارد که از سده‌ها پیش بزرگ‌ترین و پررونق‌ترین شهر سرزمین یمن به شمار می‌آمده و هم‌اکنون نیز پس از صنعا پایتخت این کشور، مهم‌ترین شهر کشور یمن است. نام این خلیج نیز از نام همین شهر گرفته شده‌است.
از شهرهای کرانه شمالی این خلیج می‌توان مدینه الشعب، سیحوت مامورا و از شهرهای حاشیه جنوبی آن می‌توان بربره، لاس خوره و بندر مرهاگنو را نام برد.

## دزدان دریایی
خلیج عدن یک ناحیه شناخته‌شده برای دزدی‌های دریایی است که آب‌های ناحیه را برای سفرهای دریایی ناامن کرده‌است.